# سيدريك كامبون
سيدريك كامبون (بالفرنسية: Cédric Cambon)‏ هو لاعب كرة قدم فرنسي في مركز ظهير ‏، ولد في 20 سبتمبر 1986 في مونبلييه في فرنسا. شارك مع منتخب فرنسا تحت 19 سنة لكرة القدم ومنتخب فرنسا تحت 20 سنة لكرة القدم. أما مع النوادي، فقد لعب مع نادي إيفيان ونادي لوهافر ونادي ليتكس لوفتش ونادي مونبلييه.

## وصلات خارجية
- سيدريك كامبون على موقع قاعدة بيانات كرة القدم.إي يو (الإنجليزية)
- سيدريك كامبون على موقع ليكيب (الفرنسية)
- سيدريك كامبون على موقع Soccerway.com (الإنجليزية)
- سيدريك كامبون على موقع AS.com (الإسبانية)